# Jaime Graça
Jaime da Silva Graça (Setúbal, 1942. január 30. – Lisszabon, 2012. február 28.)  portugál válogatott labdarúgó. 

## Pályafutása

### A válogatottban
1965 és 1972 között 36 alkalommal szerepelt a portugál válogatottban és 4 gólt szerzett. Részt vett az 1966-os világbajnokságon.

## Sikerei, díjai
Vitória Setúbal
- Portugál kupa (1): 1964–65

Benfica
- Portugál bajnok (7): 1966–67, 1967–68, 1968–69, 1970–71, 1971–72, 1972–73, 1974–75
- Portugál kupa (3): 1968–69, 1969–70, 1971–72
- BEK-döntős (1): 1967–68

Portugália
- Világbajnoki bronzérmes (1): 1966